# Fresnillo de Trujano
Fresnillo de Trujano es una población del estado mexicano de Oaxaca. Se localiza en la región mixteca que se ubica en el noroeste de Oaxaca. Al norte limita con el estado de Puebla, al sur con Mariscala de Juárez y al oriente con San Miguel.
El nombre del municipio anteriormente se conocía como Santo Niño de Chocho, cuya última palabra significa viejo en Náhuatl. En 1936 el Gobierno del Estado decretó su nombre actual en honor al héroe independiente Valerio Trujano, quien libró numerosas batallas en Oaxaca. Anteriormente formaba parte de Mariscala de Juárez como agencia municipal. Fue hasta 1937 que se le consideró como municipio libre y dejó de pertenecer a Mariscala de Juárez. 
Por Teudolo Meza en 1938.
El clima de la región es cálido. Su suelo de cambizol cálcico es propicio para la agricultura. La flora de la zona incluye árboles como el mesquite, huayacán, tehuisle; frutos como la naranja, plátano, guayaba, mandarina, etc. y plantas como el carrizo y el palo santo. La fauna incluye especies variadas entre las que se encuentran aves como la paloma blanca, tortolita y calandria, y mamíferos como el coyote, zorro, gato montés, mapache y venado.
La artesanía tradicional se caracteriza por el tejido de Ixtle y Palma. En gastronomía abunda el mole negro, barbacoa, quesadillas, pozole, tamales, tostada y palomitas de maíz, así como dulces de jamoncillo, palanquetas y dulces de calabaza.
La población de Fresnillo de Trujano consiste en 328 personas y tiene un grado de marginalización alto con el 40.83% de la población en pobreza extrema.